# Мезрина, Анна Афанасьевна
Анна Афанасьевна Мезрина (1853—1938) — мастерица дымковской игрушки, Герой Труда.

## Биография
Родилась в 1853 году в слободе Дымково под Вяткой, ныне район города Кирова, в семье кузнеца А. Л. Никулина.
С детства помогала матери — Дарье Константиновне в игрушечном ремесле. Когда промысел угас, она, единственная в слободе, продолжала изготавливать глиняные игрушки.
В 1908 году её работами заинтересовался художник А. И. Деньшин (1893—1948), написавший о промысле и самой Мезриной несколько книг и статей. В её работах была видна приверженность традициям старых дымковских игрушечниц.
Своими работами Мезрина заинтересовала двух своих дочерей и некоторых соседок, которые взялись за забытое мастерство. С ними вместе она вошла в 1933 году в артель «Вятская игрушка».
Умерла 21 августа 1938 года там же, где родилась.

## Награды и Память
В 1934 году Анне Мезриной было присвоено звание Герой Труда, а в Горьком открылась её персональная выставка.